# Flecha Valona 2023
La 87.ª edición de la clásica ciclista Flecha Valona fue una carrera en Bélgica que se celebró el 19 de abril de 2023 con inicio en la ciudad de Herve situada en Valonia, en la provincia de Henao, y final en el municipio de Huy sobre un recorrido de 194,2 kilómetros.
La carrera, además de ser la segunda clásica de las Ardenas, formó parte del UCI WorldTour 2023, siendo la decimoctava carrera de dicho circuito del calendario ciclístico de máximo nivel mundial. El vencedor fue el esloveno Tadej Pogačar del UAE Emirates y estuvo acompañado en el podio por el danés Mattias Skjelmose Jensen del Trek-Segafredo y el español Mikel Landa del Bahrain Victorious, segundo y tercer clasificado respectivamente.

## Equipos participantes
Tomaron parte en la carrera 25 equipos: 18 de categoría UCI WorldTeam y 7 de categoría UCI ProTeam. Formaron así un pelotón de 175 ciclistas de los que acabaron 147. Los equipos participantes fueron:
| WorldTeams (18)- AG2R Citroën Team - Alpecin-Deceuninck - Astana Qazaqstan Team - Bahrain Victorious - Bora-Hansgrohe - Cofidis - EF Education-EasyPost - Groupama-FDJ - Ineos Grenadiers - Intermarché-Circus-Wanty - Jumbo-Visma - Movistar Team - Soudal Quick-Step - Arkéa-Samsic - Team DSM - Team Jayco AlUla - Trek-Segafredo - UAE Team Emirates ProTeams (7)- Bingoal WB - Burgos-BH - Equipo Kern Pharma - Israel-Premier Tech - Lotto Dstny - TotalEnergies - Uno-X Pro Cycling Team |
| |

## Clasificación final
- La clasificación finalizó de la siguiente forma:[3]

### Clasificación general
| \| Clasificación general \| Clasificación general \| Clasificación general \| Clasificación general \| Clasificación general \| \| Ciclista \| Ciclista \| Equipo \| Tiempo \| \| \| --------------------- \| -------------------------- \| ---------------------- \| --------------------- \| --------------------- \| \| 1.º \| Tadej Pogačar \| UAE Team Emirates \| 4 h 27 min 53 s \| \| \| 2.º \| Mattias Skjelmose \| Trek-Segafredo \| + 0 s \| \| \| 3.º \| Mikel Landa \| Bahrain Victorious \| + 0 s \| \| \| 4.º \| Michael Woods \| Israel-Premier Tech \| + 3 s \| \| \| 5.º \| Giulio Ciccone \| Trek-Segafredo \| + 3 s \| \| \| 6.º \| Victor Lafay \| Cofidis \| + 3 s \| \| \| 7.º \| Tiesj Benoot \| Jumbo-Visma \| + 3 s \| \| \| 8.º \| Maxim Van Gils \| Lotto Dstny \| + 3 s \| \| \| 9.º \| Romain Bardet \| Team DSM \| + 3 s \| \| \| 10.º \| Warren Barguil \| Arkéa-Samsic \| + 3 s \| \| \| 11.º \| Attila Valter \| Jumbo-Visma \| + 3 s \| \| \| 12.º \| Roger Adrià \| Equipo Kern Pharma \| + 9 s \| \| \| 13.º \| Alex Aranburu \| Movistar Team \| + 10 s \| \| \| 14.º \| Ilan Van Wilder \| Soudal Quick-Step \| + 10 s \| \| \| 15.º \| Tobias Halland Johannessen \| Uno-X Pro Cycling Team \| + 10 s \| \| |                            |                        |                 |
| |                            |                        |                 |
| Fuente: ProCyclingStats |                            |                        |                 |
| Clasificación general |                            |                        |                 |
| Ciclista | Ciclista                   | Equipo                 | Tiempo          |
| 1.º | Tadej Pogačar              | UAE Team Emirates      | 4 h 27 min 53 s |
| 2.º | Mattias Skjelmose          | Trek-Segafredo         | + 0 s           |
| 3.º | Mikel Landa                | Bahrain Victorious     | + 0 s           |
| 4.º | Michael Woods              | Israel-Premier Tech    | + 3 s           |
| 5.º | Giulio Ciccone             | Trek-Segafredo         | + 3 s           |
| 6.º | Victor Lafay               | Cofidis                | + 3 s           |
| 7.º | Tiesj Benoot               | Jumbo-Visma            | + 3 s           |
| 8.º | Maxim Van Gils             | Lotto Dstny            | + 3 s           |
| 9.º | Romain Bardet              | Team DSM               | + 3 s           |
| 10.º | Warren Barguil             | Arkéa-Samsic           | + 3 s           |
| 11.º | Attila Valter              | Jumbo-Visma            | + 3 s           |
| 12.º | Roger Adrià                | Equipo Kern Pharma     | + 9 s           |
| 13.º | Alex Aranburu              | Movistar Team          | + 10 s          |
| 14.º | Ilan Van Wilder            | Soudal Quick-Step      | + 10 s          |
| 15.º | Tobias Halland Johannessen | Uno-X Pro Cycling Team | + 10 s          |

## Ciclistas participantes y posiciones finales
Convenciones:
- AB: Abandono
- FLT: Retiro por llegada fuera del límite de tiempo
- NTS: No tomó la salida
- DES: Descalificado o expulsado

## UCI World Ranking
La Flecha Valona otorgó puntos para el UCI World Ranking para corredores de los equipos en las categorías UCI WorldTeam, UCI ProTeam y Continental. Las siguientes tablas son el baremo de puntuación y los diez corredores que obtuvieron más puntos:
| Posición   | 1.º | 2.º | 3.º | 4.º | 5.º | 6.º | 7.º | 8.º | 9.º | 10.º | 11.º | 12.º | 13.º | 14.º | 15.º | 16.º-20.º | 21.º-30.º | 31.º-50.º | 51.º-55.º | 56.º-60.º |
| Puntuación | 400 | 320 | 260 | 220 | 180 | 140 | 120 | 100 | 80  | 68   | 56   | 48   | 40   | 32   | 28   | 24        | 16        | 8         | 4         | 2         |

| Clasificación |                          |                     |        |
| Posición      | Ciclista                 | Equipo              | Puntos |
| ------------- | ------------------------ | ------------------- | ------ |
| 1.º           | Tadej Pogačar            | UAE Emirates        | 400    |
| 2.º           | Mattias Skjelmose Jensen | Trek-Segafredo      | 320    |
| 3.º           | Mikel Landa              | Bahrain Victorious  | 260    |
| 4.º           | Michael Woods            | Israel-Premier Tech | 220    |
| 5.º           | Giulio Ciccone           | Trek-Segafredo      | 180    |
| 6.º           | Victor Lafay             | Cofidis             | 140    |
| 7.º           | Tiesj Benoot             | Jumbo-Visma         | 120    |
| 8.º           | Maxim Van Gils           | Lotto Dstny         | 100    |
| 9.º           | Romain Bardet            | DSM                 | 80     |
| 10.º          | Warren Barguil           | Arkéa Samsic        | 68     |